# Lijst van afleveringen van Miranda
Miranda is een komische televisieserie die liep van 2009 tot 2015. Er werden drie seizoenen gemaakt, gevolgd door twee specials. Zie hieronder een lijst met alle afleveringen die gemaakt werden.
De eerste twee seizoenen werden uitgezonden op BBC Two. Vanaf het derde seizoen werd Miranda getoond op BBC One.

## Seizoen 1
| Nr. serie | Aflevering | Titel   | Regisseur | Schrijver | Uitzenddatum     |  |
| --------- | ---------- | ------- | --------- | --------- | ---------------- |  |
| 1         | 1          | Date    |           |           | 9 november 2009  |  |
| ...       |            |         |           |           |                  |  |
| 2         | 2          | Teacher |           |           | 16 november 2009 |  |
| ...       |            |         |           |           |                  |  |
| 3         | 3          | Job     |           |           | 23 november 2009 |  |
| ...       |            |         |           |           |                  |  |
| 4         | 4          | Holiday |           |           | 30 november 2009 |  |
| ...       |            |         |           |           |                  |  |
| 5         | 5          | Excuse  |           |           | 7 december 2009  |  |
| ...       |            |         |           |           |                  |  |
| 6         | 6          | Dog     |           |           | 14 december 2009 |  |
| ...       |            |         |           |           |                  |  |

## Seizoen 2
| Nr. serie | Aflevering | Titel                 | Regisseur | Schrijver | Uitzenddatum     |  |
| --------- | ---------- | --------------------- | --------- | --------- | ---------------- |  |
| 7         | 1          | The New Me            |           |           | 15 november 2010 |  |
| ...       |            |                       |           |           |                  |  |
| 8         | 2          | Before I Die          |           |           | 22 november 2010 |  |
| ...       |            |                       |           |           |                  |  |
| 9         | 3          | Let's Do It           |           |           | 29 november 2010 |  |
| ...       |            |                       |           |           |                  |  |
| 10        | 4          | A New Low             |           |           | 6 december 2010  |  |
| ...       |            |                       |           |           |                  |  |
| 11        | 5          | Just Act Normal       |           |           | 13 december 2010 |  |
| ...       |            |                       |           |           |                  |  |
| 12        | 6          | The Perfect Christmas |           |           | 20 december 2010 |  |
| ...       |            |                       |           |           |                  |  |

## Seizoen 3
| Nr. serie | Aflevering | Titel              | Regisseur | Schrijver | Uitzenddatum     |  |
| --------- | ---------- | ------------------ | --------- | --------- | ---------------- |  |
| 13        | 1          | It Was Panning     |           |           | 26 december 2012 |  |
| ...       |            |                    |           |           |                  |  |
| 14        | 2          | What A Surprise    |           |           | 1 januari 2013   |  |
| ...       |            |                    |           |           |                  |  |
| 15        | 3          | The Dinner Party   |           |           | 7 januari 2013   |  |
| ...       |            |                    |           |           |                  |  |
| 16        | 4          | Je Regret Nothing  |           |           | 14 januari 2013  |  |
| ...       |            |                    |           |           |                  |  |
| 17        | 5          | Three Little Words |           |           | 21 januari 2013  |  |
| ...       |            |                    |           |           |                  |  |
| 18        | 6          | A Brief Encounter  |           |           | 28 januari 2013  |  |
| ...       |            |                    |           |           |                  |  |

## Specials:The Finale
| Nr. serie | Aflevering | Titel             | Regisseur | Schrijver | Uitzenddatum     |  |
| --------- | ---------- | ----------------- | --------- | --------- | ---------------- |  |
| 1         | 1          | I Do, But To Who? |           |           | 25 december 2014 |  |
| ...       |            |                   |           |           |                  |  |
| 2         | 2          | The Final Curtain |           |           | 1 januari 2015   |  |
| ...       |            |                   |           |           |                  |  |